# Teplo-Ogarevsky (huyện)
Huyện Teplo-Ogarevsky (tiếng Nga: ? райо́н) là một huyện hành chính tự quản (raion), của Tỉnh Tula, Nga. Huyện có diện tích 1016 km², dân số thời điểm ngày 1 tháng 1 năm 2000 là 14800 người. Trung tâm của huyện đóng ở Teploe.